# Josef Žďárský
Josef Žďárský (8. února 1853 Příšovice – 12. března 1939 Brno) byl československý politik za agrární stranu, pak spoluzakladatel odštěpenecké Československé rolnické jednoty a senátor Národního shromáždění za Československou národní demokracii.

## Biografie
Politicky aktivní byl již za Rakouska-Uherska. Zastával funkci okresního starosty v Turnově. Už na počátku 20. století patřil k předákům českého agrárního politického tábora. V roce 1901 byl zvolen do Českého zemského sněmu jako jeden z 21 agrárnických českých poslanců, přičemž se stal předsedou klubu agrárních poslanců. Od roku 1904 byl předsedou agrární strany. V této funkci ho nahradil roku 1909 Antonín Švehla coby představitel progresivního proudu ve straně. V roce 1908 byl Žďárský opět zvolen do Českého zemského sněmu nyní coby jeden ze 44 agrárnických poslanců a v tomto volebním období působil jako místopředseda jejich poslaneckého klubu.
Ve volbách do Říšské rady roku 1911 se stal i poslancem Říšské rady (celostátní parlament), kam byl zvolen za okrsek Čechy 41. Usedl do poslanecké frakce Klub českých agrárníků. Během XXI. zasedání Říšské rady v letech 1911–1914 zastával funkci místopředsedy poslanecké sněmovny. Ve vídeňském parlamentu setrval do zániku monarchie.
Za první světové války udržoval za agrární stranu styky s domácím protirakouským odbojem (Maffie).
V rámci strany patřil Žďárský k statkářskému konzervativnímu křídlu, které se na počátku existence republiky odtrhlo od agrární strany kvůli nesouhlasu s projektem pozemkové reformy. Patřil do skupiny stoupenců Rudolfa Bergmana a spolu s ní koncem roku 1919 po odchodu z agrární strany zakládal organizaci Československá rolnická jednota, se kterou pak v roce 1920 kandidoval na společné listině s národními demokraty. V parlamentních volbách v roce 1920 získal senátorské křeslo v Národním shromáždění za národní demokraty. Profesně se tehdy uvádí jako rolník z obce Příšovice u Turnova. Na senátorský post rezignoval v dubnu 1922 a v horní komoře ho nahradil Bohumil Němec.